# دیدگریزی

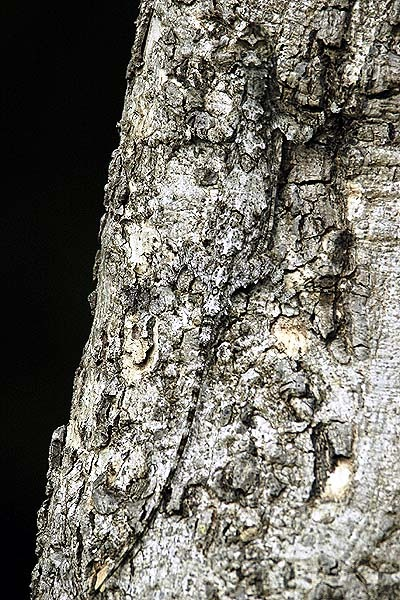
یک مارمولک اژدهایی در حال استتار به منظور دیدگریزی.

دیدگریزی (به انگلیسی: Crypsis) به توانایی یک ارگانیسم جهت پنهان ماندن از چشم دیگر موجودات زنده گفته می‌شود. دیدگریزی می‌تواند برای پنهان ماندن شکارشونده یا همچنین برای پنهان ماندن شکارچی استفاده شود.
یک جانور دیدگریز ممکن است خود را استتار کند، تنها شب‌ها فعالیت کند، زیر زمین زندگی کند، خود را یا بخشی از بدن خود را ترانما (شفاف و آن‌سوپیدا) کند یا حرکات جانوری دیگر را تقلید کند.
برخی از گیاهان نیز رفتار دیدگریز از خود نشان می‌دهند.

## نگارخانه

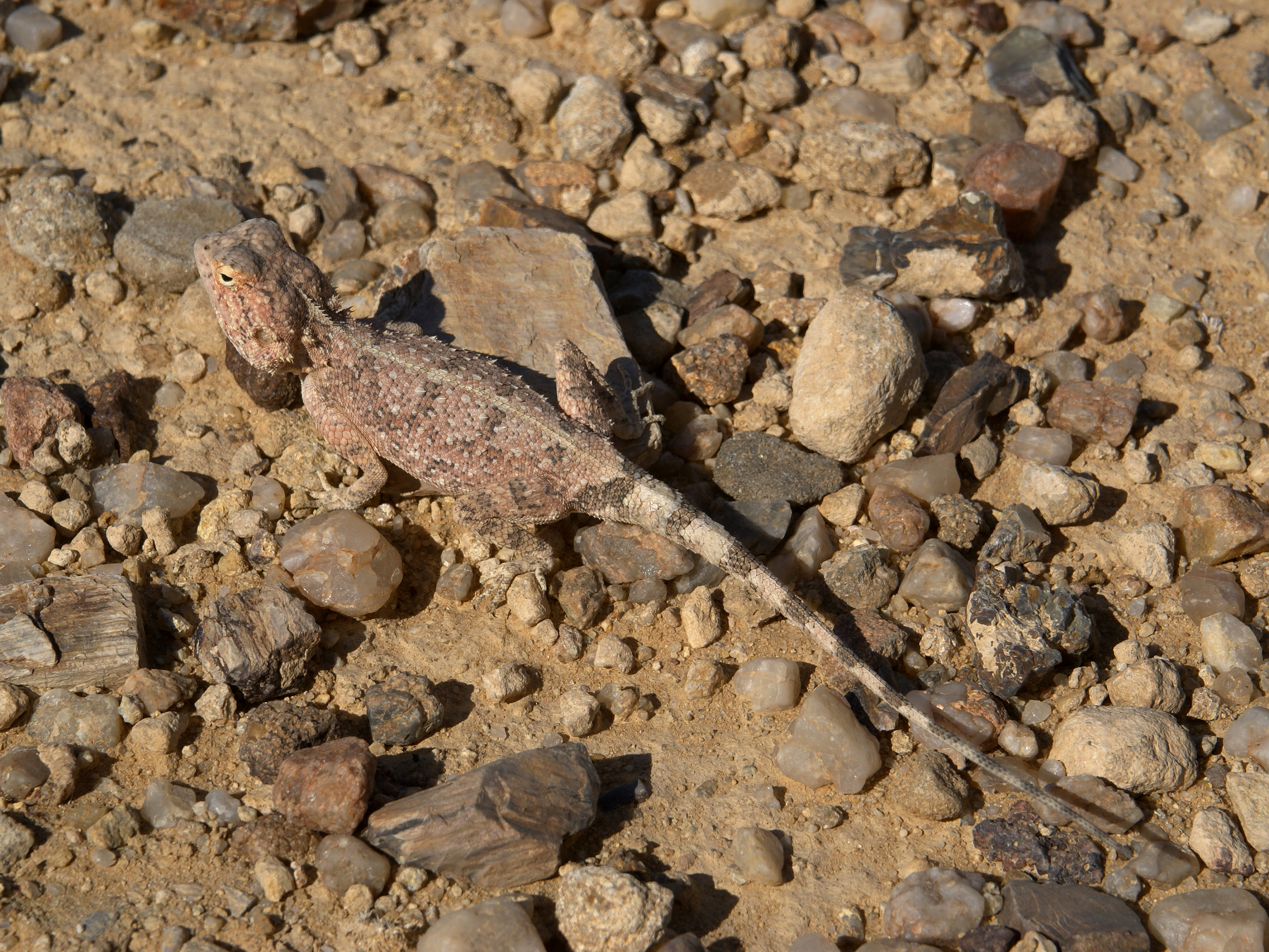
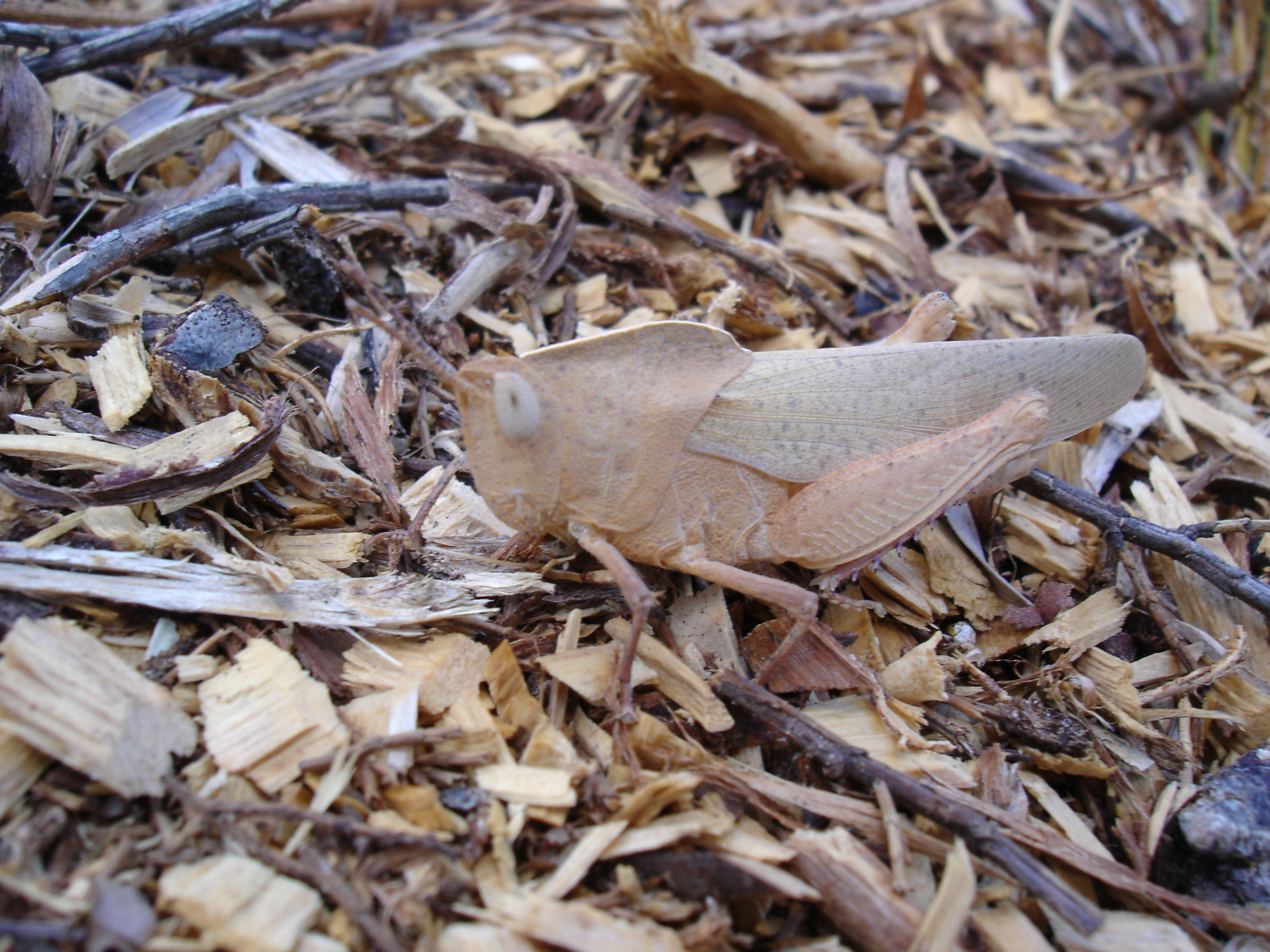
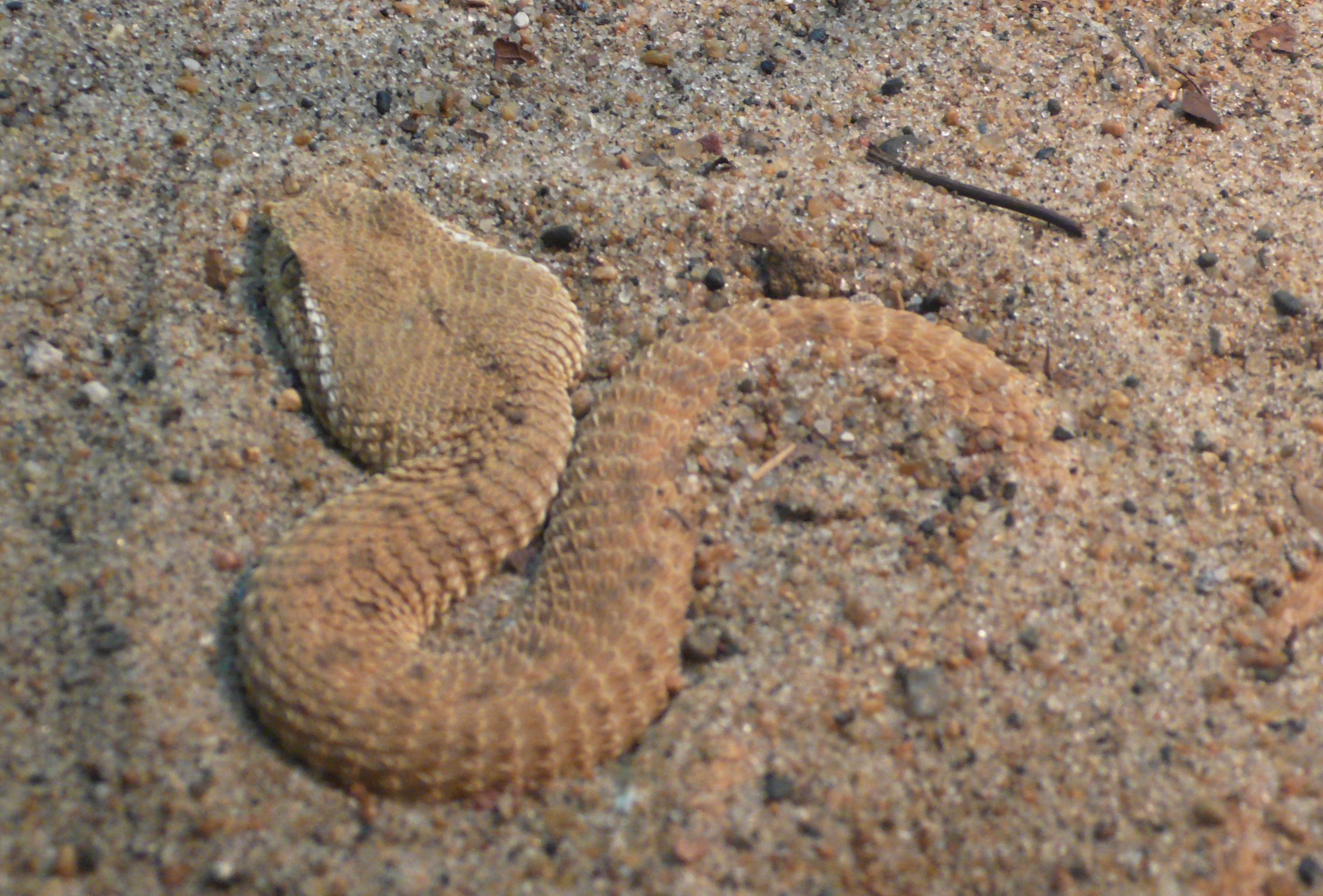
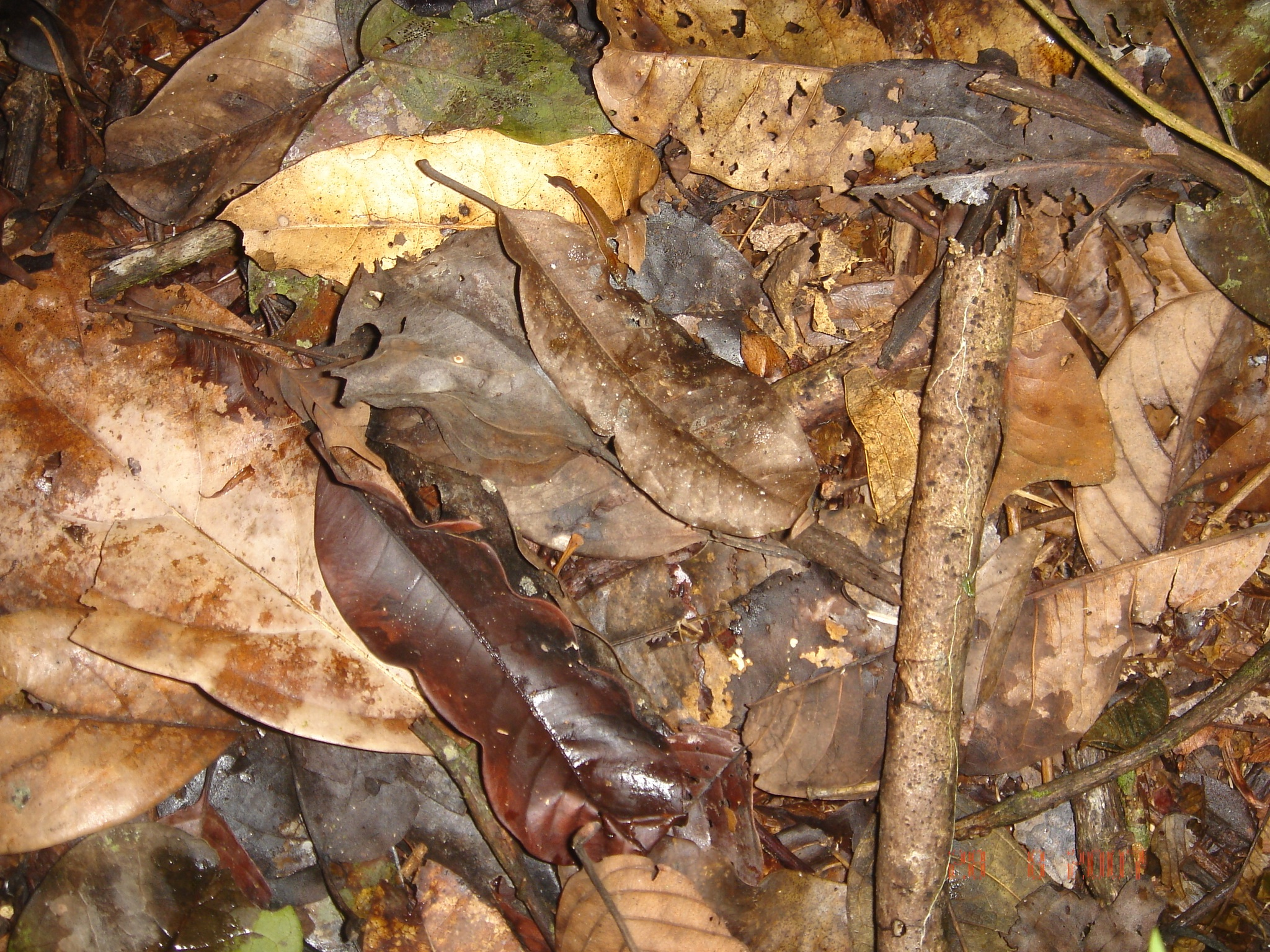
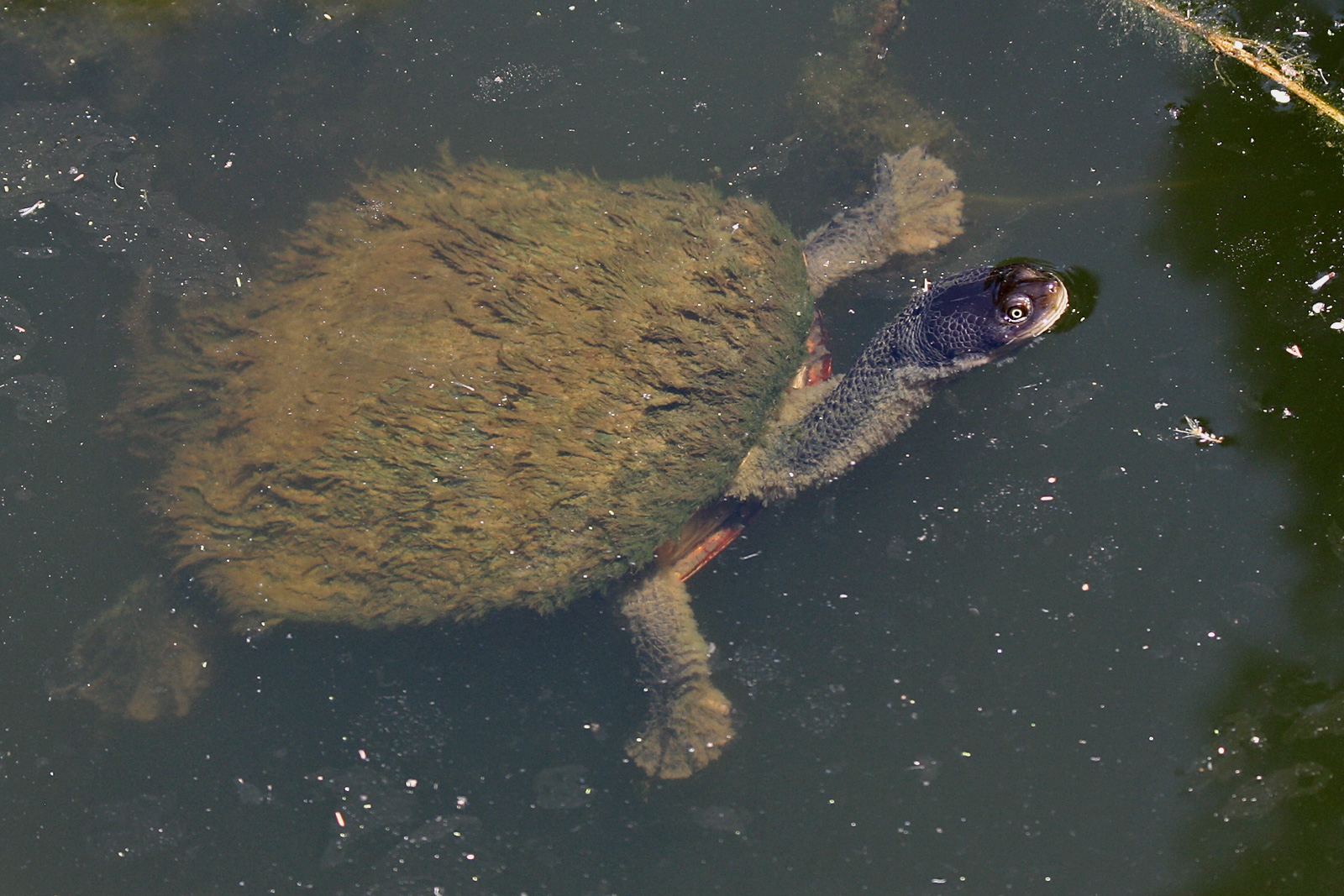
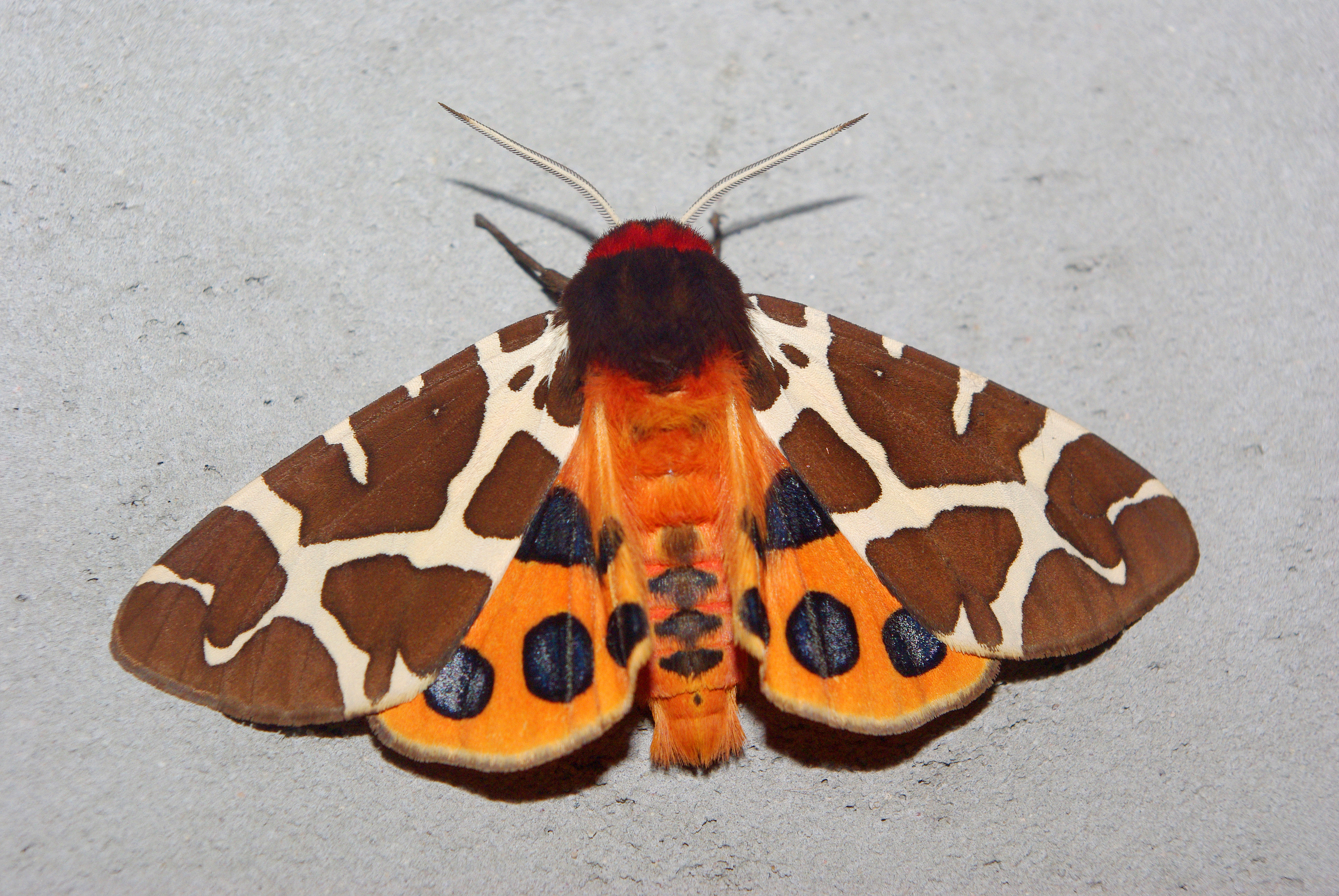